# 방송소앞역
방송소앞역(放送所前驛)은 서울특별시 마포구 서교동에 있던 당인리선의 폐지된 역이다. 당인리선 신설 당시에는 없었다가, 경성방송국 연희송신소 직원의 통근 편의를 위하여 생겼다. 승강장의 흔적이 어울마당로 79-1 앞에 남아 있었으나, 2016년 초 도로를 재포장하여 사라졌다.

## 연혁
- 1932년 10월 1일 : 영업 개시
- 1940년 : 역사 신축[1]
- 1940년 12월 16일 : 배치간이역으로 승격[2]
- 1969년 4월 10일 : 무배치간이역으로 격하[3]
- 1974년 8월 15일 : 폐지[4]